# Diocesi episcopale del Maine
La diocesi del Maine (in latino: Dioecesis de Cenomannica) è una sede della Chiesa Episcopale situata nella regione ecclesiastica Provincia 1. Nel 2010 contava 12.657 battezzati. È attualmente retta dal vescovo Stephen T. Lane.

## Territorio
La diocesi comprende l'intero stato del Maine (Stati Uniti).
Sede vescovile è la città di Portland, dove si trova la cattedrale di San Luca (Cathedral Church of St. Luke).
Il territorio si estende su 91.646 km² ed è suddiviso in 66 parrocchie.

## Storia
La diocesi del Maine è stata eretta nel 1820, ricavandone il territorio dalla Diocesi orientali (che comprendeva tutto il New England, ad eccezione del Connecticut). Il primo vescovo, il reverendo George Burgess, fu eletto nel 1847.